# 東吉田町
東吉田町（ひがしよしだちょう）は、愛知県瀬戸市陶原連区の町名。丁番を持たない単独町名である。

## 地理
瀬戸市の西部に位置する。西を西吉田町、北を共栄通・陶原町、東を熊野町・原山町、南を水無瀬町と隣接している。

### 学区
市立小・中学校に通う場合、学区は以下の通りとなる。また、公立高等学校普通科に通う場合の学区は以下の通りとなる。
| 番・番地等 | 小学校             | 中学校               | 高等学校 |
| ---------- | ------------------ | -------------------- | -------- |
| 全域       | 瀬戸市立陶原小学校 | 瀬戸市立水無瀬中学校 | 尾張学区 |

## 歴史

### 町名の由来
町名設定の際、旧今村字吉田の東方にあることから名付けられたと推察される。

### 沿革
- 1943年（昭和18年）8月9日 - 瀬戸市大字今字吉田の一部と同市大字瀬戸字西犬塚の一部により、同市東吉田町として成立[2]。

## 世帯数と人口
2024年（令和6年）1月1日現在の世帯数と人口は以下の通りである。
| 町丁     | 世帯数  | 人口  |
| -------- | ------- | ----- |
| 東吉田町 | 196世帯 | 404人 |

### 人口の変遷
国勢調査による人口の推移
| 1995年（平成7年）  | 590人 | [ 11 ] |  |
| 2000年（平成12年） | 522人 | [ 12 ] |  |
| 2005年（平成17年） | 488人 | [ 13 ] |  |
| 2010年（平成22年） | 483人 | [ 14 ] |  |
| 2015年（平成27年） | 456人 | [ 15 ] |  |
| 2020年（令和2年）  | 409人 | [ 16 ] |  |

### 世帯数の変遷
国勢調査による世帯数の推移。
| 1995年（平成7年）  | 201世帯 | [ 11 ] |  |
| 2000年（平成12年） | 190世帯 | [ 12 ] |  |
| 2005年（平成17年） | 185世帯 | [ 13 ] |  |
| 2010年（平成22年） | 189世帯 | [ 14 ] |  |
| 2015年（平成27年） | 180世帯 | [ 15 ] |  |
| 2020年（令和2年）  | 173世帯 | [ 16 ] |  |

## 交通

### 鉄道
町内に鉄道は走っていない。最寄り駅は名鉄瀬戸線瀬戸市役所前駅になる。

### バス
名鉄バス「東山線」
- 【43】【44】藤が丘 - 岩作 - 本地口 - 瀬戸駅前 系統 ： 瀬戸警察署前バス停（瀬戸駅前方面乗り場）

- 瀬戸警察署前バス停

### 道路
町内に国道・県道は通っていない。

## 施設
- 瀬戸市 資源リサイクルセンター ： ごみの減量および、資源化を促進するための施設[17]。「資源物をいつでも持ち込める場所」として開放している[17]。
- 弘誓寺[8] ： 曹洞宗[18]。本尊は千手観世音菩薩[18]。1937年（昭和12年）に曹洞宗弘誓教会所として開かれた[18]。
- 東吉田町ちびっこ広場 ： 町の南部にある小さな公園。ブランコ・鉄棒・シーソー・すべり台・砂場がある。

- 瀬戸市 資源リサイクルセンター
- 弘誓寺
- 東吉田町ちびっこ広場

## その他

### 日本郵便
- 郵便番号 : 489-0806[6]（集配局：瀬戸郵便局[19]）。